# 붕어빵을 굽도다... 천국에서
《붕어빵을 굽도다... 천국에서》는 2002년 1월 11일에 MBC에서 방영한 베스트극장이다.

## 줄거리
10세 정도의 정신연령을 가진 몽구를 입양해 살아온 창숙은 어른이 된 그에게 정관수술을 해준다. 창숙은 몽구와 비슷한 처지의 미애에게 붕어빵 굽는 일을 가르치지만, 뜻대로 되지 않는다. 그 와중에 창숙은 은행의 채무로 길가로 나앉을 위기에 처한다. 고심 끝에 창숙은 파출부 일을 하면서 비행기 사고로 엄마를 잃은 소희를 만난다. 소희는 엄청난 유산 상속자지만 늘 요양원에 있는 아빠를 그리워하며 산다.
어느날 창숙은 소희를 데리고 외출했다가 절도를 하게 된다. 사건은 유산 상속을 노린 파출부에 의한 유괴사건으로 번지고 언론에 보도된다. 쫓기게 된 창숙과 소희는 소희부를 찾아 요양원으로 떠난다. 그러나 천신만고 끝에 도착한 요양원은 다른 곳으로 옮겨간 뒤다.
하루아침에 엄마가 없어지자 몽구와 미애는 하염없이 엄마를 기다린다. 그러나 엄마에게는 연락이 없고 두 사람은 붕어빵 장사를 시작한다. 붕어빵 굽는 일은 쉬운 것이 없고, 매 끼니를 남은 붕어빵으로 때워가며 열심히 붕어빵 굽는 두 사람은, 힘들지만 다시 엄마를 만날 수 있을 거라는 희망으로 열심히 붕어빵을 굽는다.
소희의 유괴사건은 새로운 국면으로 치달아 창숙이 장애인인 몽구를 고의적으로 입양시켜 앵벌이를 시키고 정관수술까지 받게 했다고 보도한다. 경찰의 포위망은 점점 좁혀 들어는 가운데 창숙은 경찰을 피하다 교통사고를 당하게 된다.

## 등장 인물

### 주요 인물
- 송옥숙 : 창숙 역
- 서유정 : 미애 역
- 김영준 : 몽구 역
- 한예린 : 소희 역

### 그 외 인물
- 이영희 : 계주 역
- 이상미 : 동네 가게 주인 역
- 김명국 : 소희의 이모부 역
- 오지혜 : 소희의 이모 역
- 강대성
- 정승재
- 엄태국
- 서문경
- 정다미